# Asarum caulescens
Pour le dessinateur japonais, voir Futaba Aoi (en).
Espèce
Classification phylogénétique
Asarum caulescens (futaba aoi (二葉葵) ou aoi (葵) en japonais) ou Asaret à tige distincte, est une espèce de plantes à fleurs de la famille des Aristolochiaceae. C'est une plante herbacée trouvée en Asie de l'Est. Ses feuilles en forme de cœur sont un motif de décoration au Japon.
Aoi est quelquefois traduit en anglais par hollyhock (rose tremière) : il s'agit du tachi aoi (立葵) et non du futaba aoi.

## Description
C'est une géophyte perenne ou rhizomateuse.

## Répartition et habitat
L'espèce est trouvée en Chine centrale et au centre et sud du Japon.
Elle pousse principalement en milieu tempéré. 